# Enoploides fluviatilus
Enoploides fluviatilus är en rundmaskart som beskrevs av Heinrich Micoletzky 1923. Enoploides fluviatilus ingår i släktet Enoploides och familjen Enoplidae. Inga underarter finns listade i Catalogue of Life.